# Heinrich Böcking

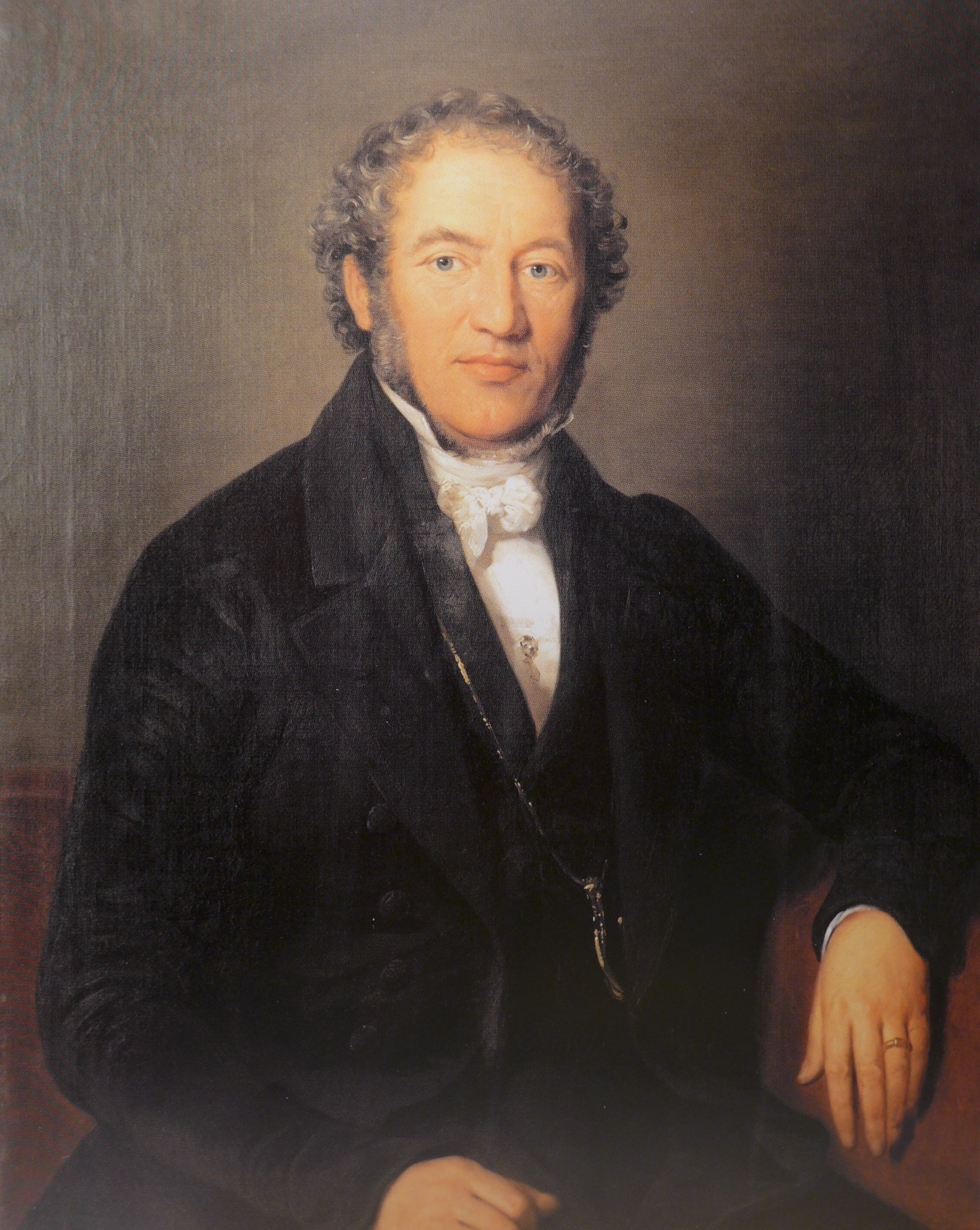
Heinrich Böcking (1785–1862), Gemälde von Louis Krevel, um 1830, Katalogbestand des Saarland-Museums

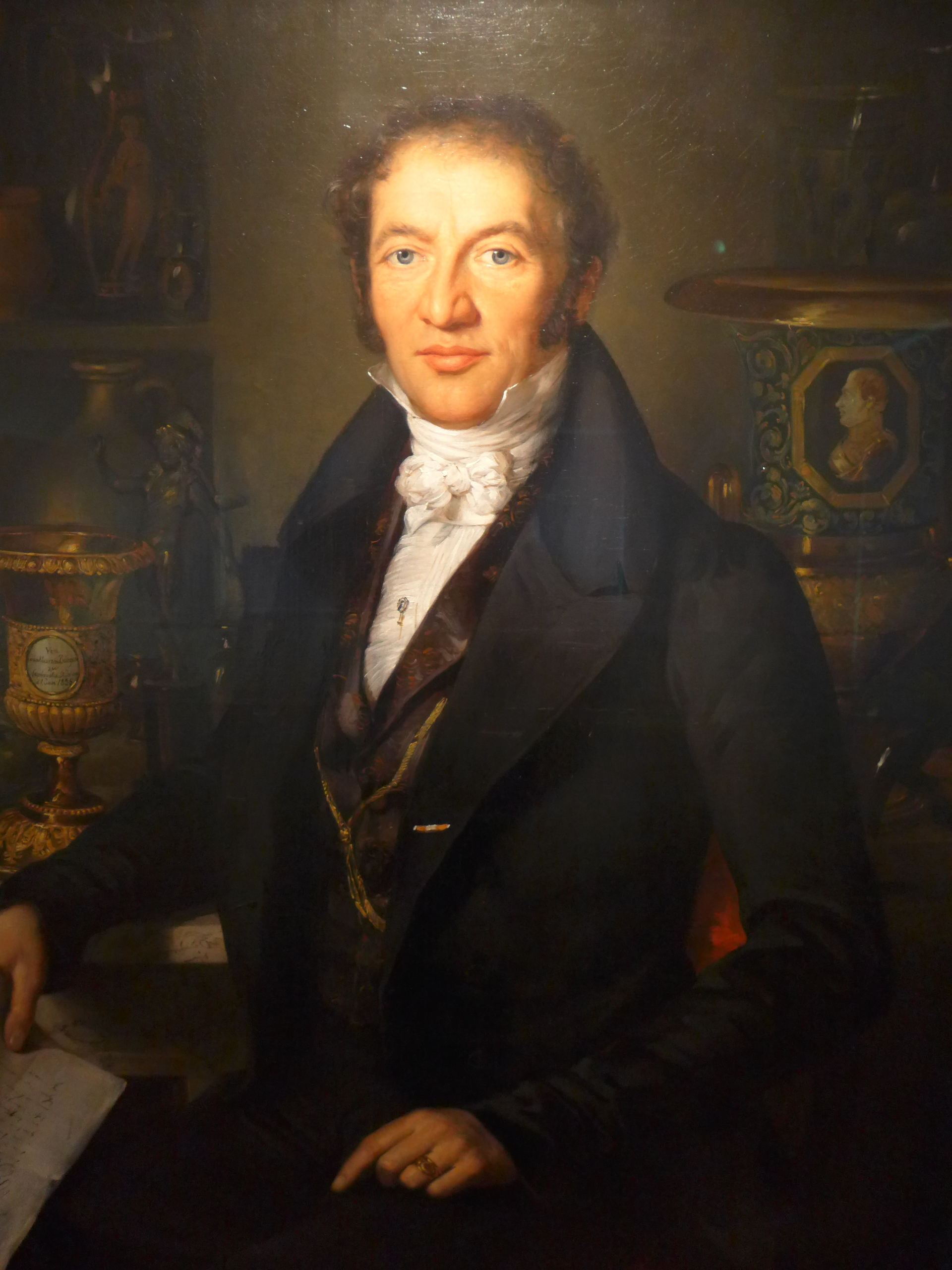
Heinrich Böcking vor Teilen seiner Vasen-Sammlung, auf der goldenen linken Vase ist zu lesen: „Von dankbaren Bürgern zu Saarbrück & St. Johann den 1. Januar 1835“, rechts eine Kratervase der Königlichen Porzellan-Manufaktur Berlin mit dem Bildnis des preußischen Königs Friedrich Wilhelm III., Gemälde von Louis Krevel (Saarland-Museum)

Heinrich Böcking (* 1. Juni 1785 in Trarbach; † 6. Mai 1862 in Bonn) war Bergrat und Bürgermeister in Saarbrücken.

## Herkunft
Heinrich Böckings Vater war der Großkaufmann und Bankier Adolf Böcking (1754–1800). Adolf Böcking hatte im Jahr 1783 als erster Protestant vom Trierer Kurfürsten Clemens Wenzeslaus von Sachsen die Genehmigung erhalten, sich als Protestant im katholisch geprägten Koblenz niederzulassen und eine Handlung zu gründen. Die Familie musste beim Herannahen der französischen Revolutionstruppen nach Hanau fliehen und kehrte erst nach dem Sturz Robespierres und dem Ende der Terrorherrschaft in das linksrheinische Gebiet zurück. Ab dem Jahr 1796 wohnte die Familie dann in Saarbrücken. Für die Wahl des neuen Wohnortes waren vermutlich die Geschäfte mit der Ausfuhr lothringischen Salzes und saarländischer Kohle ausschlaggebend. Bereits im Jahr 1789 war der Kohlehandel mit Deutschland auf dem Wasserweg an die Handelsgesellschaften von Heinrich Karcher und Gebrüder Böcking zu Koblenz vergeben worden und drei Jahre zuvor, im Jahre 1786, hatte sich Adolf Böckings Schwester Therese Sophie Böcking (1764–1842) mit dem in Metz geborenen Katholiken Nicolas Villeroy verheiratet. Villeroy hatte im Hause Böcking eine kaufmännische Ausbildung gemacht und gründete später mit Jean-François Boch im Jahre 1836 die heute international bekannte Keramikfirma Villeroy & Boch.
Zur Förderung seiner Handelsinteressen hatte sich Adolf Böcking im Jahr 1798 zusammen mit 46 Saarbrücker und 13 St. Johanner Familien in einer gemeinsamen Ergebenheitsadresse an das Direktorium in Paris gewandt. Adolf Böcking starb bei einem Aufenthalt in seiner Heimatstadt Trarbach im Mai 1800. Sein Tod führte zum Ende des Unternehmens an der Mosel.
Adolf Böcking war verheiratet mit Ernestine von Scheibler (1760–1821), der Tochter des im Jahr 1781 in den Freiherrenstand erhobenen Tuchfabrikanten Bernhard Georg von Scheibler aus der international agierenden Monschauer Unternehmerfamilie Scheibler. Das Paar hatte insgesamt 14 Kinder, von denen beim Tod Adolfs noch zehn lebten. An der Saar blieben nur die beiden Söhne Adolfs, Heinrich und Eduard (1798–1866). Böckings Bruder war der Düsseldorfer Landschaftsmaler Adolph Böcking.

## Leben
Heinrich Böcking durchlief von 1800 bis 1804 eine kaufmännische Lehre bei seinem Onkel Friedrich von Scheibler (1777–1824) im preußischen Iserlohn. Anschließend war er einige Jahre als Volontär in den kaufmännischen Betrieben seiner Verwandtschaft in Amsterdam tätig. Mit 19 Jahren wurde er dort Handlungsgehilfe des Handelshauses Goedhart Cappel & Söhne. Nachdem er dort bis zum Geschäftsführer avancierte, machte er sich bald mit seinem eigenen Unternehmen selbständig. Eine Etablierung als Kaufmann in Amsterdam misslang allerdings, sodass er sich im Jahr 1811 wieder in Saarbrücken niederließ. Durch seine Eheschließung mit der neunzehnjährigen Charlotte Henriette Stumm (1790–1832), der Tochter des angesehenen Berg- und Hüttenunternehmers Friedrich Philipp Stumm, am 28. Dezember 1809 erweiterte sich Böckings Zugang zu den gesellschaftlich führenden Kreisen der Stadt nochmals beträchtlich. Zwar hatten die beiden Familien Stumm und Böcking schon seit Generationen in geschäftlichen Beziehungen gestanden, doch war Böcking schon aus finanziellen Gründen nicht der Wunschschwiegersohn der Familie Stumm. Andere Mitglieder der Stummschen Familie hegten später jedoch weniger Ressentiments gegen die Böckings. So heiratete Charlottes jüngerer Bruder Carl Friedrich (1798–1848) noch im Jahr vor dem Tod seines Vaters Heinrichs Nichte Maria Louise (1813–1864). Das Verhältnis zwischen Friedrich Philipp Stumm und seines einflussreichen Bruders Johann Ferdinand Stumm (1764–1839) mit Böcking blieb jedenfalls zeitlebens unterkühlt. Im Auftrag seines Schwiegervaters Friedrich Philipp Stumm unternahm Böcking häufig Geschäftsreisen. Autodidaktisch befasste er sich mit Volkswirtschaft, Mineralogie und Altertumskunde und vertiefte sich in die geographischen Gegebenheiten der saarländischen Steinkohlenvorkommen und die Strukturen der Saarwirtschaft.
Aus der Ehe Heinrichs und Charlotte Henriette gingen vier Kinder hervor:
- Heinrich Rudolf (1810–1871): Er machte eine kaufmännische Ausbildung im Handelshaus Reverchon in Trier, studierte anschließend in Berlin und ließ sich im Jahr 1837 auf der Asbacher Hütte nieder, die nach seinem Tod im Jahr 1871 stillgelegt wurde. Er war verheiratet mit Marie Luise Hildebrand (1817–1901), der Tochter des Saarbrücker Superintendenten Ludwig Philipp Hildebrand (1764–1833).[7]  Sein Sohn Rudolf war Leiter der Halbergerhütte in Saarbrücken-Brebach. Seine Tochter Ida Charlotte (1839–1918) wurde 1860 die Ehefrau von Carl Ferdinand von Stumm-Halberg – dem ältesten Sohn Charlottes Bruders und Heinrichs Nichte, also ihres Cousins 2. Grades.

- Gustav Adolf (1812–1893): Er übernahm im Jahr 1839 die Abentheuerer Hütte[8] und wohnte dort auch nach deren Schließung im Jahr 1870. Aus der Eheschließung mit Wilhelmine Mayr (1819–1889) aus Memmingen gingen die Söhne Eduard Sigismund (Abentheuerer Hütte, Halbergerhütte, Dillinger Hütte, Walzwerk Köln-Mülheim) und Richard (1848–1919, Kaufmann in Antwerpen und verheiratet mit Elly Königs) hervor. Die Nachkommen leben heute im Böckingschen Herrenhaus in Abentheuer.[9]

- Eduard (1814–1894): Er lebte auf der Gräfenbacher Hütte und war mit Adelheid Gräff aus Kreuznach verheiratet.

- Carolina Clara (1816–1878): Sie war verheiratet mit dem Anwalt Detmar Cramer (1812–1892) und wohnte in Trier, dann in Köln.[10]

Charlotte Henriette war zeitlebens kränklich und starb im Alter von 42 Jahren in Nizza im Jahr 1832.
Als im Zuge der Befreiungskriege 1814/15 die Frage der künftigen staatlichen Zugehörigkeit Saarbrückens und des Saarreviers diskutiert wurde, war Böcking neben Philipp Fauth der herausragendste Verfechter einer deutsch-patriotischen Parteiung, die die Angliederung des Saargebietes an Preußen forderte.
Der Zivilgouverneur Justus Gruner (1777–1820) ernannte am 17. März 1814 den erst 28-jährigen Böcking zum Bürgermeister von Saarbrücken. Mit der Ernennung war der politische Auftrag verbunden, an der Spitze eines patriotischen Vereins die deutschgesinnten Bevölkerungsteile zu mobilisieren und die wehrfähige männliche Bevölkerung diesbezüglich zu aktivieren. Böcking beantragte schon nach wenigen Wochen aus beruflichen und privaten Gründen seine Entlassung aus dem Bürgermeisteramt. Er glaubte, dass der Anschluss der Saarorte mit dem Königreich Preußen eine entschiedene Sache sei. Umso größer war seine Bestürzung, als entgegen allen Erwartungen der Pariser Frieden vom 30. Mai 1814 das Kerngebiet des ehemaligen Fürstentums Nassau-Saarbrücken und die von Ludwig XIV. gegründete französische Festungsstadt Saarlouis bei Frankreich beließ. Daraufhin protestierte Böcking gegenüber deutschen Politikern und Patrioten und suchte Unterstützung bei dem Publizisten Joseph Görres, der im „Rheinischen Merkur“ eine Korrektur der Entscheidung der Alliierten hinsichtlich der Saartalorte verlangte.
Mit der Rückkehr des verbannten Napoleons von der Insel Elba und dem dadurch ausgelösten zweiten Befreiungskrieg schien für Böcking die Chance einer Grenzkorrektur in greifbare Nähe gerückt zu sein. In Saarbrücken bildete sich unter Böckings Initiative eine Bürgerinitiative, die sich vehement für die Entlassung aus dem französischen Herrschaftsbereich einsetzte.
Als der preußische Staatskanzler Karl August von Hardenberg auf dem Weg nach Paris Saarbrücken durchquerte, wurde er am Abend des 10. Juli 1815 von einer Abordnung der deutsch-patriotischen Bürgerschaft in Saarbrücken festlich empfangen. Nach eingehenden Gesprächen versicherte Hardenberg, sich für den Wunsch eines Anschlusses der Saartalorte an das Königreich Preußen, einzusetzen. Am Folgetag, dem 11. Juli 1815, unterzeichneten 345 Bürger eine diesbezügliche Bittschrift und wählten einen Ausschuss von sechs Bürgern, angeführt von Böcking und Karl Lauckhard, die für die Durchsetzung des Begehrens weiterhin diplomatisch tätig bleiben sollten.
Mit einer Mehrheit von 26 zu elf Mitgliedern beschloss der Bürgerrat, Böcking und Lauckhard als Bevollmächtigte der Bürgerinitiative nach Paris zu entsenden, um bei den Alliierten für den Anschluss der Saartalorte zu werben und um eine Befreiung von den außerordentlichen Kriegslasten zu bitten. Um ihrem Anliegen noch mehr Nachdruck zu verleihen, gelang es Böcking und Lauckhard, mit Heinrich Friedrich Karl vom und zum Stein, der zu dieser Zeit Berater des russischen Zaren Alexander war, noch einen zusätzlichen wichtigen Verbündeten zu gewinnen.

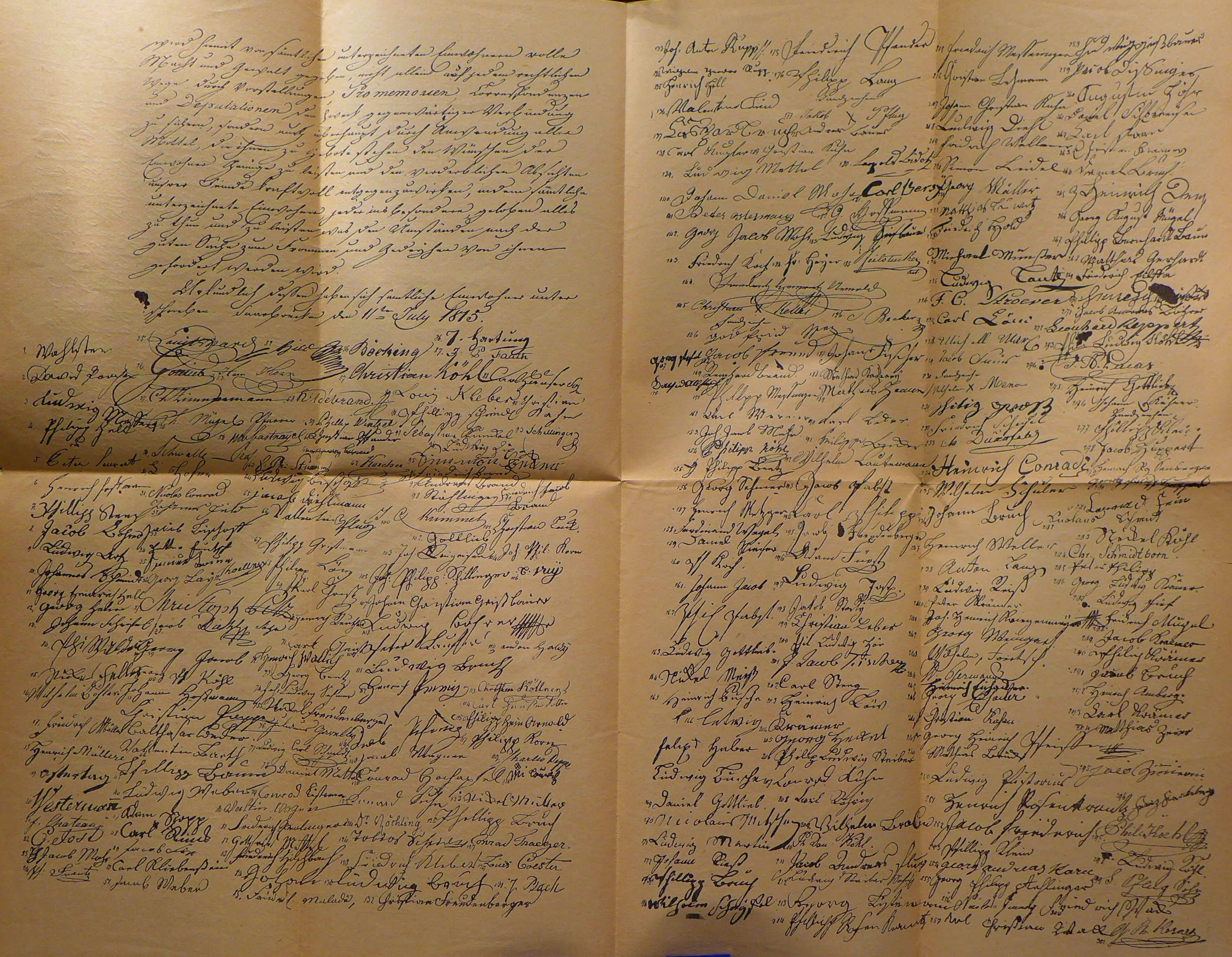
Unterschriftenaktion von Bürgern aus Saarbrücken und St. Johann an der Saar vom 11. Juli 1815 zum Anschluss der Saartalorte an das Königreich Preußen (Innenblatt)

Darüber hinaus gehörte Böcking verschiedenen Delegationen an, insbesondere der im Sommer 1815 zur Pariser Friedenskonferenz entsandten Deputation zusammen mit Karl Lauckhard. Den entscheidenden Text des Schreibens, das den Anschluss der Saartalorte an das Königreich Preußen in die Wege leiten sollte, hatte allerdings der evangelische Malstatter Pfarrer Johann Friedrich Köllner verfasst. Böcking lernte Köllner bereits als Zwölfjähriger kennen, als dieser bei seiner Familie als sein Hauslehrer angestellt war.
Frankreich musste in den am 2. Oktober 1815 vereinbarten Friedenspräliminarien die Abtretung des wirtschaftlich ertragreichen Saargebietes an das Königreich Preußen akzeptieren. Völkerrechtlich sanktioniert wurde die Übereinkunft im Zweiten Pariser Frieden vom 20. November 1815.
Im gleichen Jahr wurde Böcking am 8. Dezember 1815 in die Königliche Bergamts-Kommission berufen. Die kommissarische Verwaltung wurde am 22. September 1816 zum Königlichen Bergamt umgewandelt, das am Saarbrücker Schlossplatz angesiedelt wurde. Die Leitung des neuen Amtes wurde Bergmeister Leopold Sello übertragen. Böcking war als Rendant Leiter des Finanzwesens. Im Jahr 1838 wurde er nach der Niederlegung seines Bürgermeisteramtes zum Bergrat, im Jahr 1844, kurz vor seiner Pensionierung, zum Oberbergrat ernannt.
Die Beziehung zwischen Heinrich Böcking und dem preußischen Königshaus war geprägt von Loyalität vonseiten Böckings und königlicher Gunst, besonders durch König Friedrich Wilhelm IV. Böcking unterstützte dessen Regierung durch eine umfangreiche Informantentätigkeit. Nach der Pariser Julirevolution von 1830 erstattete er Bericht über die französische Presse, die Lage in der Hauptstadt Paris und im lothringischen Grenzgebiet. Im November 1830 wurde er informeller Mitarbeiter des Leiters der preußischen Nachrichtenzentrale Karl Ferdinand Friedrich von Nagler, der den Postverkehr zur polizeistaatlichen Überwachung nutzte. Die Berichtstätigkeit Böckings dauerte bis zum Jahre 1834, also bis in seine Amtszeit als Saarbrücker Bürgermeister (1832–1838) hinein. Der preußische Oberregierungsrat in Köln, Ernst von Bodelschwingh der Ältere, hatte im Jahr 1831 auf höhere Anweisung veranlasst, dass Heinrich Böcking zum Bürgermeister von Saarbrücken berufen wurde. Dieses Amt trat er am 1. Januar 1832 an. Dabei wurde Böcking von seinen Verpflichtungen im Bergamt befreit und unter Fortzahlung seines Gehaltes beurlaubt. Dies war eine verwaltungstechnische Besonderheit, da das Bürgermeisteramt bis dahin üblicherweise ehrenamtlich geführt wurde.
Heinrich Böckings versuchte in seiner Amtszeit die staatlichen Autorität des Königreiches Preußen in Saarbrücken zu stärken und wendete sich gegen jegliche sozial oder politisch motivierte Oppositionsregung. Unter seiner Amtszeit gelang ihm durch den guten Kontakt zum König, gegen den Widerstand der vorgesetzten Behörden in Trier und Koblenz, am 21. Januar 1835 die Einrichtung eines Landgerichts in Saarbrücken durchzusetzen.
Sein Plan zur Errichtung einer Saarbrücker Sparkasse scheiterte. Auf sozialem Gebiet gelang ihm aber die Platzierung karitativer Einrichtungen zur Unterstützung armer Frauen, zur Kleinkinderbetreuung und zur Krankenpflege. Die von Böcking angestrebte Ernennung zum Landrat von Saarbrücken erhielt nicht die Unterstützung der vorgesetzten Behörde in Trier, die sich im Jahr 1837 wegen fehlender theoretisch-wissenschaftlicher Ausbildung gegen ihn aussprach. Ebenso warf ihm der Trierer Regierungspräsident Adalbert von Ladenberg einen ungebührlichen Neuerungseifer vor, der die gesteckten Grenzen der bestehenden Formen und Gesetze überschreite. Auch mit dem Saarbrücker Stadtrat hatte es wiederholte Probleme gegeben, da Böcking offensichtlich zu selbständig an politischen Entscheidungsträgern vorbei agiert hatte. Ob dieser Dienstbeurteilung echauffiert quittierte Böcking am 30. Januar 1838 das Saarbrücker Bürgermeisteramt und nahm den Dienst im Bergamt wieder auf. In seinen letzten Berufsjahren vor 1844 beschäftigte er sich in zunehmendem Maße mit gesamtökonomischen Problemen. In dieser Zeit wurden seine Beurlaubungen sehr großzügig genehmigt und finanziell geregelt. Im Jahr 1839 unternahm Böcking eine Studienreise nach England.
Darüber hinaus kümmerte sich Heinrich Böcking ab dem Jahr 1838 um die Eisenhütten im Hunsrück, die seine Söhne Heinrich Rudolf, Gustav Adolf und Eduard im Jahr 1835 von Böckings Schwiegervater Friedrich Philipp Stumm geerbt hatten. In Wirtschaftsverbänden setzte sich Böcking für eine Schutzzollpolitik auf nationalpreußischer Ebene ein, doch stieß er diesbezüglich sowohl in der preußischen Regierung als auch im Unternehmertum des Rheinlandes auf Gegnerschaft.

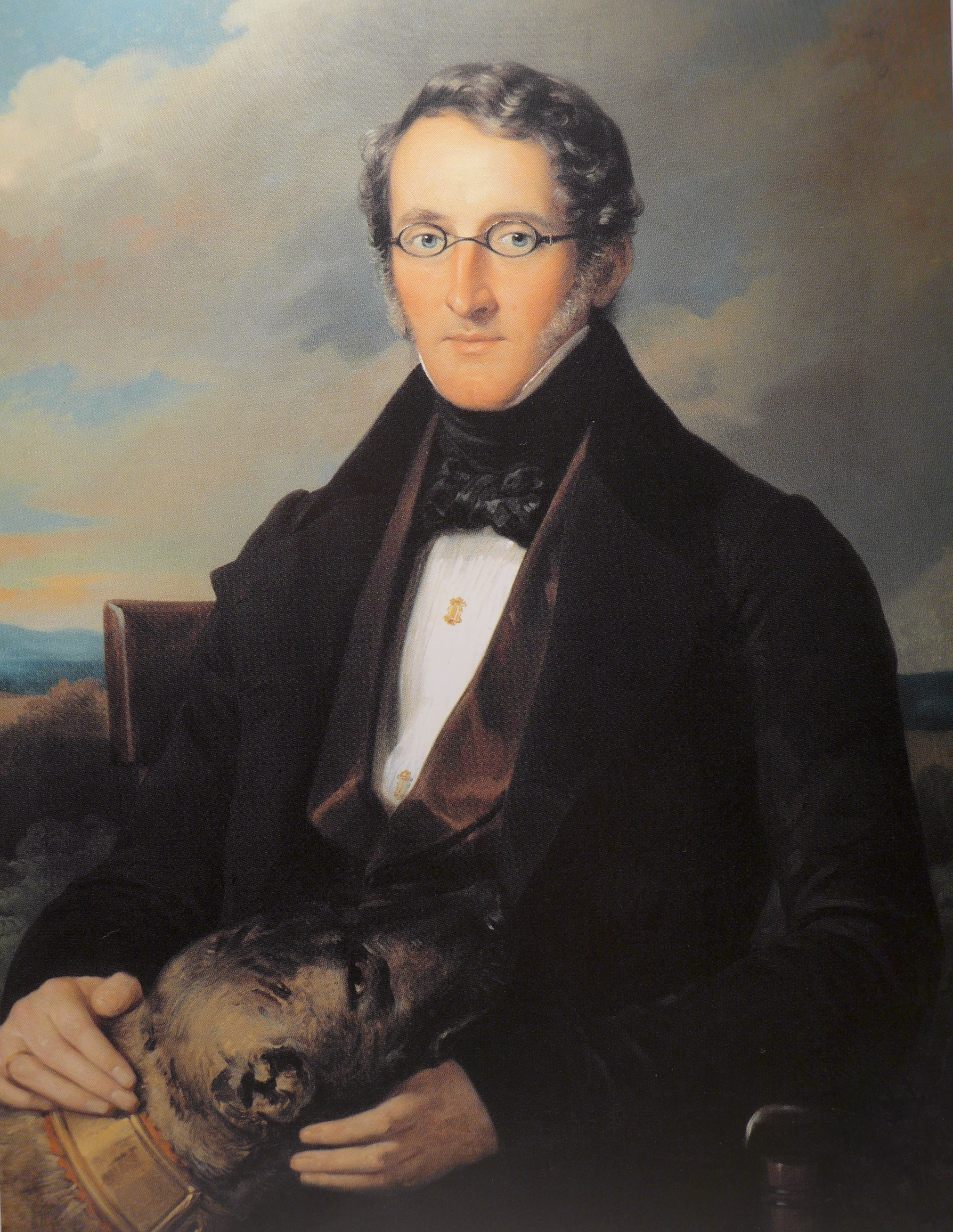
Eduard Böcking (1798–1866), jüngster Bruder von Heinrich Böcking, Gemälde von Louis Krevel um 1837 (Saarland Museum)

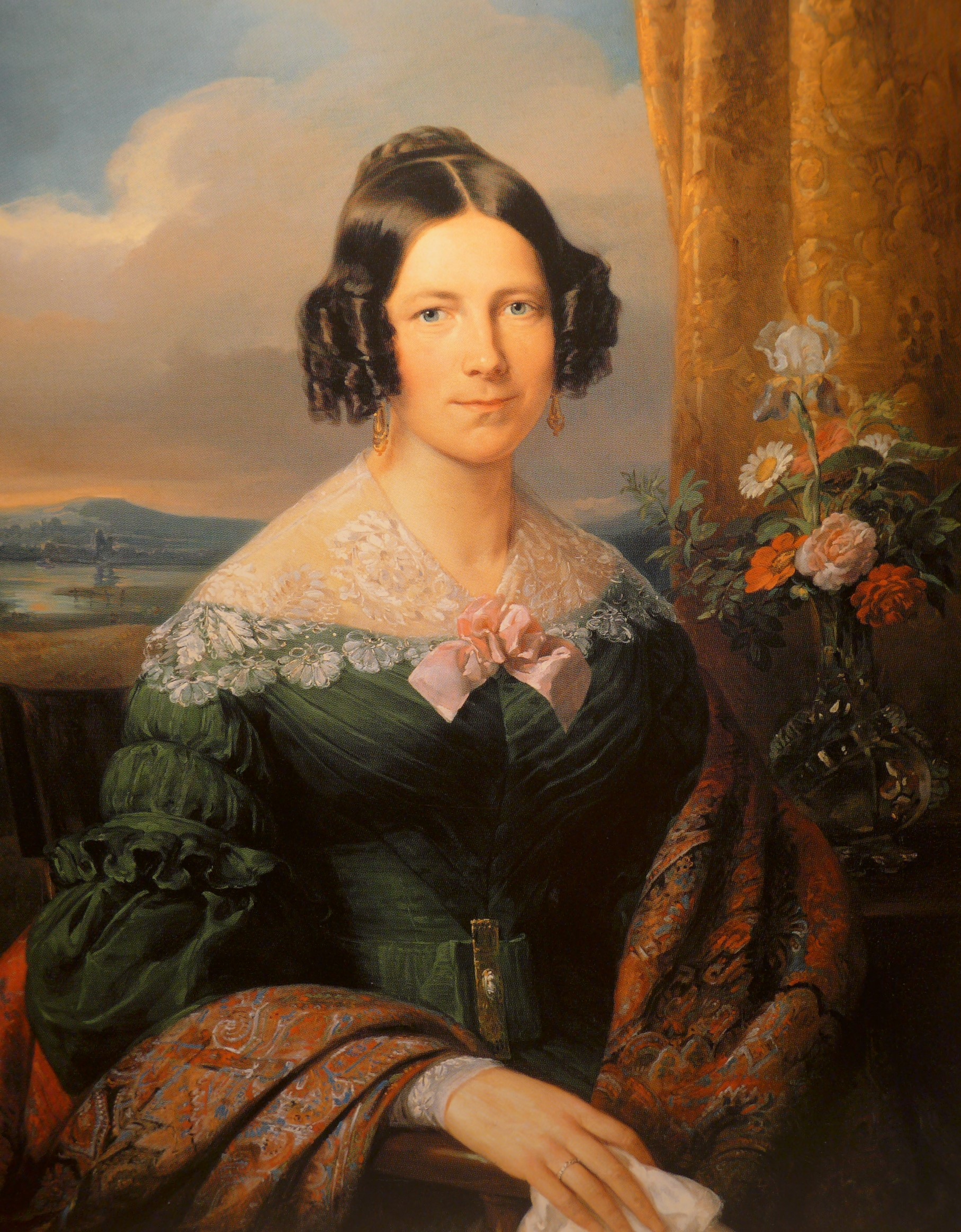
Maria Elisabeth Böcking, geb. Artois (1806–1867), Gemälde von Louis Krevel um 1837 (Saarland Museum)

1850 war er Mitglied des Volkshauses des Erfurter Unionsparlaments. Im Jahr 1858 übersiedelte Böcking von Saarbrücken nach Bonn, wo er den Kontakt mit Freunden des rheinischen Altertums und früheren Kollegen aus dem Bergbau pflegte. In Bonn verbrachte bereits seit dem Jahr 1852 Heinrich Böckings jüngster Bruder Eduard (1798–1866) seinen Lebensabend, der als Kind und Jugendlicher eine Ausbildung im pädagogischen Institut Philipp Emanuel von Fellenbergs in Hofwil bei Bern absolviert hatte. Anschließend hatte er das Fach Rechtswissenschaft in Jena und Bonn studiert. Nachdem er sich zunächst als Notar in Rhaunen niedergelassen hatte, war er im Jahr 1827 nach Saarbrücken gezogen. Im selben Jahr hatte er in Trier die katholische Maria Elisabeth Artois (1806–1867) geheiratet, die Tochter des dortigen Landgerichtspräsidenten Johann Baptist Artois und dessen Ehefrau Maria Catharina Ludowika Staadt.
Heinrich Böcking verstarb nach einem Schlaganfall am 6. Mai 1862 im Alter von 76 Jahren.

## Stiftung

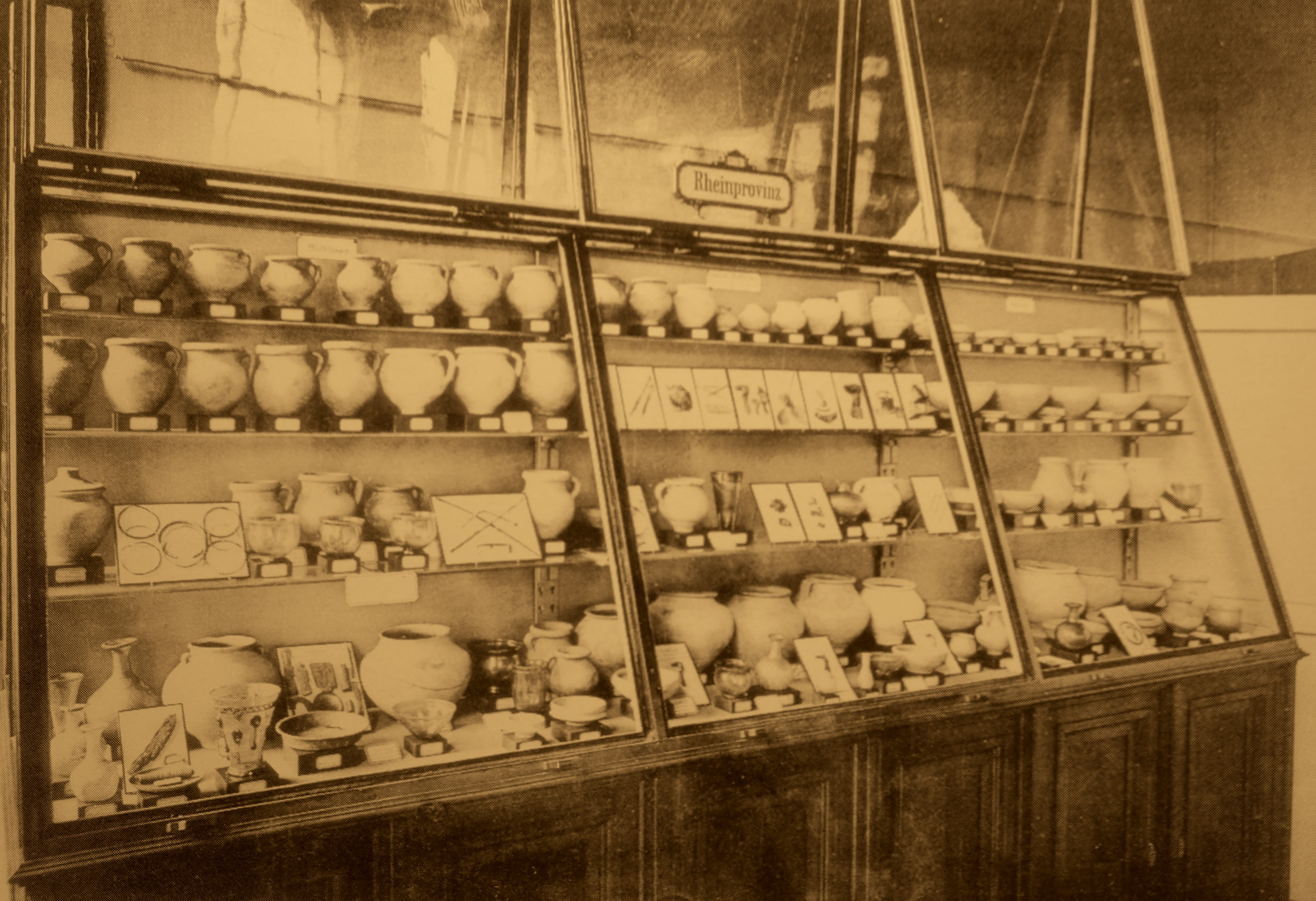
Sammlung Heinrich Böcking, Aufstellung in der vorgeschichtlichen Abteilung des ehemaligen königlichen Museums für Völkerkunde Berlin, Foto vor 1892

Vor seinem Tod vermachte Böcking am 21. April 1855 dem Malstatter Teilort Rußhütte (heute Stadtteil von Saarbrücken) einen Landbesitz von zwölf Morgen zur Einrichtung einer Kleinkinderbewahranstalt. Das Haus führte in Erinnerung an seine bereits im Jahr 1832 verstorbene Frau den Namen „Charlotten-Stiftung“. Im Jahre 1920 ging dieser Besitz in der Neuerrichtung der Pfarrkirche St. Marien auf.
Böckings umfangreiche Altertümersammlung gelangte nach seinem Tod in die vorgeschichtliche Abteilung des königlichen Museums für Völkerkunde in Berlin. Durch zahlreiche Schenkungen (etwa 30 archäologische Objekte) hatte es Böcking verstanden, sich beim preußischen Königshaus der Hohenzollern beliebt zu machen.
So kam es, dass ihn der preußische Kronprinz Friedrich Wilhelm (IV.) im November 1833 in Saarbrücken besuchte. Für das aufwändige Festessen, das Böcking dabei veranstaltete, hatte er sogar Gläser mit dem Konterfei des Kronprinzen anfertigen lassen (Die Gläser befinden sich heute im Besitz der Nachfahren Heinrich Böckings). Kronprinz Friedrich Wilhelm schrieb in seinem Dankesschreiben am 11. Januar 1834:
„Als ich Ihre Schriftzüge sah, mein lieber Böcking, empfand ich einen wohlthuenden Anklang der schönen Zeit meiner Rhain=Reise namentl.: der lieben unvergeßl. Stunden zu Saarbrücken & unsrer gemainschaftl. Fahrte – und das isch schon dankenswerth. Wie soll ich Ihnen aber Ihre aufopfernde Güte danken, Ihre Übersendung jenes schönen nicolaitischen Hermes und seines Gefährten. Bock und Hahn u. Hund u. Hase und Pardelbändiger etcetcetc!!! Ich fürchte der Herr Bürgermaister ist der alten gallischen Sprache die der Mercur ohne Zwaifel mit demselben geredt, nicht recht mächtig, u. hat den Diebs=Gott mißverstanden als wolle er die wirthl. Wohnung auf dem schönen Platze am Eck des Gottes=Hauses unterm milden Grund des Saar=Tales verlaßen u. als verlange ihn in unsern Sand u. Nebel. – Nun; ich werde suchen ihn u. sainen Gefährten den hiesigen Aufenthalt so angenehm als möglich zu machen u. sie gut zu logiren.
Es sind ganz herrliche Sachen, die Sie mir da gesendet haben, bester Böcking, u. ich danke Ihnen tausend, tausendmal dafür. Wie gütig ist es nicht von Ihnen sich solcher Schätze um mainetwillen zu berauben!
Ich grüße mit Liebe und Entzücken die Erinnerung jener schönen Tage, ganz Saarbrücken u. St. Johann u. alle biedren teutschen Männer u. Frauen denen ich dort u. bis Ottweiler begegnet bin, in Sonderhait alle meine freundlichen Tänzerinnen, aus dem weißen Saal am alten Schloß sowohl als auch den gelben prächtigen Räumen; ich grüße die hailigen Hallen von St. Arnual & die herrl. Brücke, und die freundl. Ufer aufwärts u. abwärts & den brenenden Berg & all saine schönen Genoßen die das Thal umlagern; ich grüße mit herzlichem Händedruck den edelen Mann der zuerst den Muth hatte auszusprechen, jene Gaue möchten unter den Fittigen unsres Adlers wieder teutsch werden!

Gott segne ihn und gebe uns bald ein frohes und friedliches Wiedersehen!“ – Friedrich Wilhelm

## Auszeichnungen
- In Saarbrücken-St. Johann ist die Heinrich-Böcking-Straße nach ihm benannt. Ferner findet sich ein Portraitmedaillon von ihm an der Fassade des Gebäudes der ehemaligen Bergwerksdirektion Saarbrücken.
- Aufgrund der Tatsache, dass Heinrich Böcking, auch aus wirtschaftlichen Gründen (Beteiligung seiner Familie an der Dillinger Hütte), massiv den Anschluss Dillingens an das Königreich Preußen betrieben hatte, wurde in der Stadt Dillingen ihm zu Ehren eine Straße (Böckingstraße) benannt. Die Straße war in einer „Entpreußungsaktion“ der französischen Militärregierung im Jahr 1945 in De-Lénoncourt-Straße (nach dem Gründer der Dillinger Hütte, dem lothringischen Marquis Charles Henri Gaspard de Lenoncourt) umbenannt worden. Nach dem Rücktritt der Regierung von Ministerpräsident Johannes Hoffmann und dem Ende des Saarstaates nach der Saarabstimmung im Jahr 1955 wurde die Umbenennung zurückgenommen.[24]
- In Abentheuer, wo die Familie ein Hüttenwerk betrieb, gibt es eine „Böckingstraße“[9]